# Corey Vanular
Corey Vanular (26 de diciembre de 1987) es un deportista canadiense que compitió en esquí acrobático. Ganó una medalla de  en el Campeonato Mundial de Esquí Acrobático de 2005, en la prueba de halfpipe.

## Medallero internacional
| Campeonato Mundial | Campeonato Mundial | Campeonato Mundial | Campeonato Mundial |
| Año                | Lugar              | Medalla            | Competición        |
| ------------------ | ------------------ | ------------------ | ------------------ |
| 2005               | Ruka (Finlandia)   | Medalla de bronce  | Halfpipe           |